# یان ورمن
یان ورمن (انگلیسی: Jan Wehrmann؛ زادهٔ ۳۰ دسامبر ۱۹۶۹) بازیکن فوتبال اهل آلمان است.
از باشگاه‌هایی که در آن بازی کرده‌است می‌توان به باشگاه فوتبال قوت-وایس ارفورت اشاره کرد.